# Januar 1986
Portal Geschichte | Portal Biografien | Aktuelle Ereignisse | Jahreskalender | Tagesartikel

◄ |
19. Jahrhundert |
20. Jahrhundert
| 21. Jahrhundert

◄ |
1950er |
1960er |
1970er |
1980er
| 1990er | 2000er | 2010er | ►

◄ |
1982 |
1983 |
1984 |
1985 |
1986
| 1987 | 1988 | 1989 | 1990 | ►

◄ |
Oktober 1985 |
November 1985 |
Dezember 1985 |
Januar 1986 |
Februar 1986 |
März 1986 |
April 1986 |
►
Dieser Artikel behandelt aktuelle Nachrichten und Ereignisse im Januar 1986.

## Tagesgeschehen

### Mittwoch, 1. Januar 1986

Ausdehnung der Europäischen Wirtschaftsgemeinschaft

- Bern/Schweiz: Der CVP-Politiker Alphons Egli übernimmt turnusgemäß das Amt des Bundespräsidenten.[1]
- Bonn/Deutschland: Mit Inkrafttreten des Hinterbliebenrenten- und Erziehungszeitengesetzes werden betroffenen Müttern und Vätern erstmals Rentenansprüche in der gesetzlichen Rentenversicherung für Zeiten der Erwerbslosigkeit zum Zweck der Kindererziehung  gutgeschrieben.[2]
- Den Haag/Niederlande: Die Niederlande übernehmen von Luxemburg den Vorsitz im Rat der Europäischen Union. Das Amt des Regierungschefs der EWG erhält Ruud Lubbers.[3]
- Lissabon/Portugal, Madrid/Spanien: Die EWG wird nach 1981 abermals am südlichen Rand erweitert und Portugal sowie Spanien werden als  Mitglieder aufgenommen.[4]
- New York/Vereinigte Staaten: Bulgarien, die Republik Kongo, Ghana, Venezuela und die Vereinigten Arabischen Emirate werden neue nichtständige Mitglieder im Sicherheitsrat der Vereinten Nationen.[5]
- Niedersächsisches Wattenmeer/Deutschland: Der niedersächsische Teil des Wattenmeers an der Nordsee-Küste der Bundesrepublik erhält seine Anerkennung als Nationalpark.[6]

### Montag, 6. Januar 1986
- Bischofshofen/Österreich: Der Österreicher Ernst Vettori gewinnt vor seinem Landsmann Franz Neuländtner die 34. Vierschanzentournee.[7]

### Freitag, 10. Januar 1986
- Addis Abeba/Äthiopien, Bonn/Deutschland, Fès/Marokko: Die angedachten Wirtschaftssanktionen der Vereinigten Staaten gegen Libyen stoßen in weiten Teilen der Welt auf Kritik, u. a. bei der Organisation für Afrikanische Einheit, beim Deutschen Industrie- und Handelskammertag und bei der Organisation für Islamische Zusammenarbeit.[8][9]

### Montag, 13. Januar 1986
- Lagos/Nigeria: Das diktatorisch regierende Staatsoberhaupt Ibrahim Babangida kündigt an, dass Nigeria am 1. Oktober 1990 zur Demokratie zurückkehren werde. Im August 1985 gelangte er durch einen Militärputsch an die Macht.[10]

### Donnerstag, 16. Januar 1986
- Linz/Österreich: Die aus Rohstoffmarkt-Spekulationen entstandene Krise des verstaatlichten Stahlerzeugers VÖEST AG, dem größten Arbeitgeber der Republik, veranlasst 40.000 Menschen zur Teilnahme an einer Demonstration für den Erhalt der Arbeitsplätze bei VÖEST. Konfrontiert mit diesen Forderungen, erläutert Bundeskanzler Fred Sinowatz (SPÖ), dass es keine „Arbeitsplatzgarantie um jeden Preis“ gebe.[11]

### Freitag, 17. Januar 1986
- Washington, D.C./Vereinigte Staaten: US-Präsident Ronald Reagan ermöglicht mit einem Erlass direkte Waffenlieferungen an den Iran, der sich im Krieg mit dem Irak befindet. Zuvor lieferten die Vereinigten Staaten verdeckt unter Mithilfe von Israel und Portugal Waffen an den Iran.[12]

### Dienstag, 21. Januar 1986
- Caro/Vereinigte Staaten: Der National Hugging Day (deutsch Weltknuddeltag) wird erstmals begangen. Die Idee stammt von dem Pfarrer Kevin Zaborney.[13]

### Freitag, 24. Januar 1986

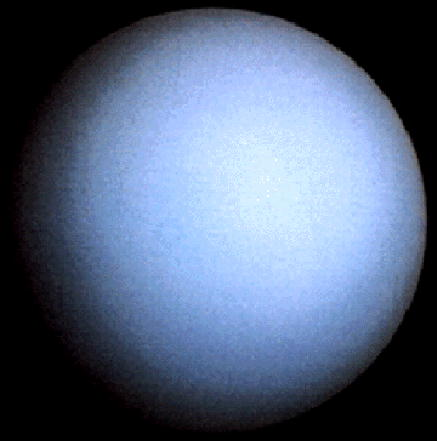
Planet Uranus, fotografiert von Voyager 2

- Aden/DVR Jemen: Nach den Attentaten auf Vizepräsident Ali Ahmed Antar und auf vier weitere Mitglieder des Politbüros der Sozialistischen Partei am 13. Januar im Auftrag des Präsidenten Ali Nasir Muhammad, denen schwere gewalttätige Auseinandersetzungen im Land folgten, setzt das Politbüro Nasir Muhammad als Vorsitzenden ab. Dieser flieht mit mehreren zehntausend Kämpfern in die benachbarte Jemenitische Arabische Republik.[14]
- Beverly Hills/Vereinigte Staaten: Bei der Verleihung der 43. Golden Globe Awards wird die Regie des Amerikaners Sydney Pollack für den Film Jenseits von Afrika als beste Regiearbeit des vergangenen Jahres ausgezeichnet. Vier und damit die meisten Auszeichnungen gehen an den Film Die Ehre der Prizzis des amerikanischen Regisseurs John Huston, darunter der Preis als Bester Film (Musical/Komödie).[15][16]
- Sonnensystem: Die Raumsonde Voyager 2 der amerikanischen Weltraumorganisation NASA passiert den Uranus und funkt Fotos des Planeten, seiner Ringe und seiner Monde zur Erde. Voyager 2 ist die erste menschliche Sonde in der Nähe dieser Himmelskörper. Die Funksignale benötigen 2 Stunden 45 Minuten bis zur Erde. Die nächsten Ziele der Sonde sind die Passage des Neptuns und das Verlassen des Sonnensystems.[17]

### Sonntag, 26. Januar 1986

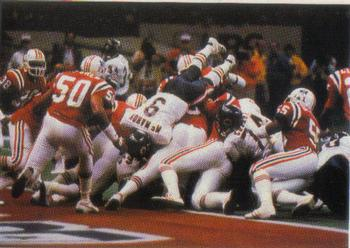
Szene aus dem
20. Super Bowl

- New Orleans/Vereinigte Staaten: Der Super Bowl XX im American Football zwischen den Chicago Bears und den New England Patriots endet 46:10.[18]

### Dienstag, 28. Januar 1986

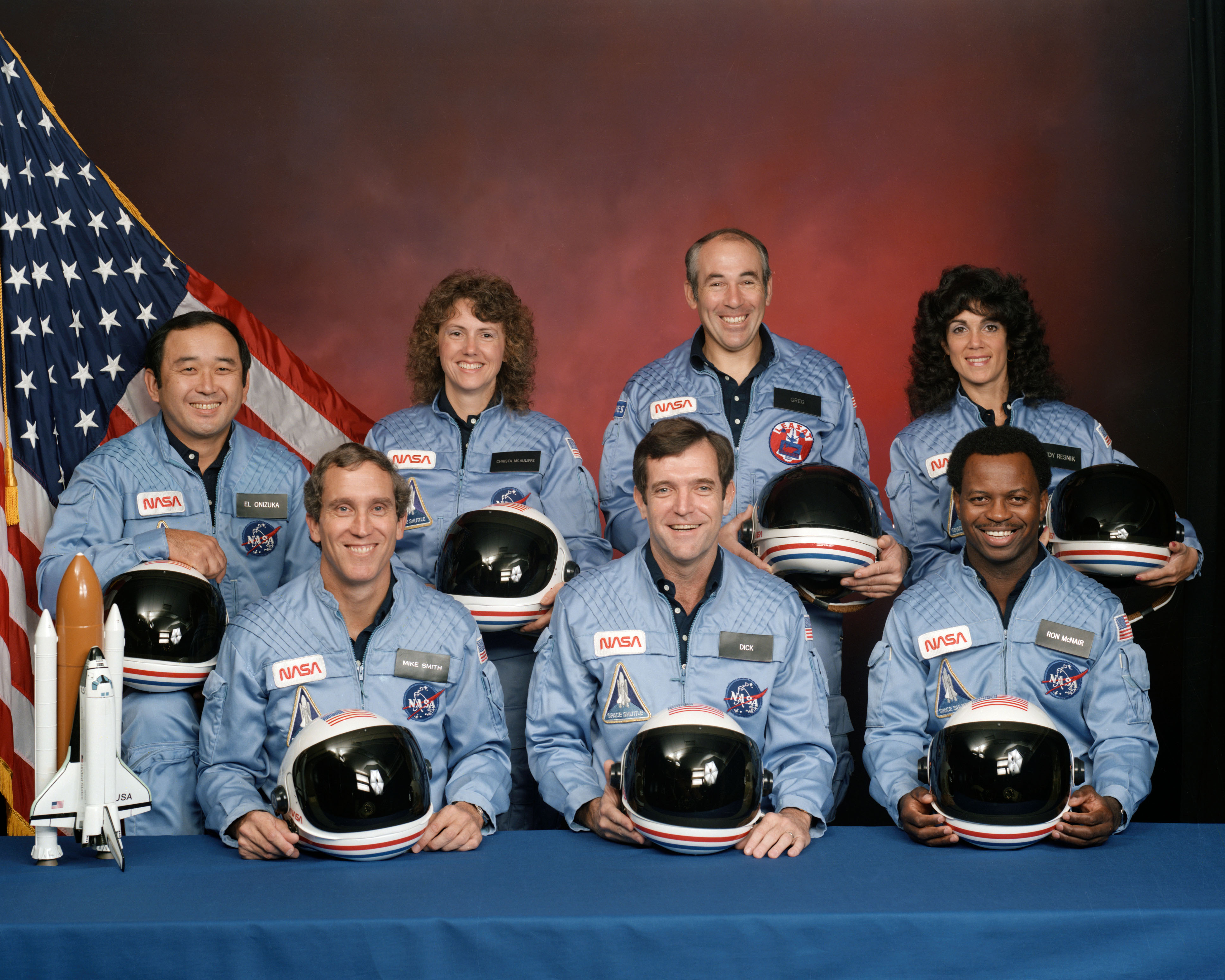
Crew der 51-L: Ellison Onizuka, Christa McAuliffe, Gregory Jarvis, Judith Resnik, Michael Smith, Francis Scobee, Ronald McNair

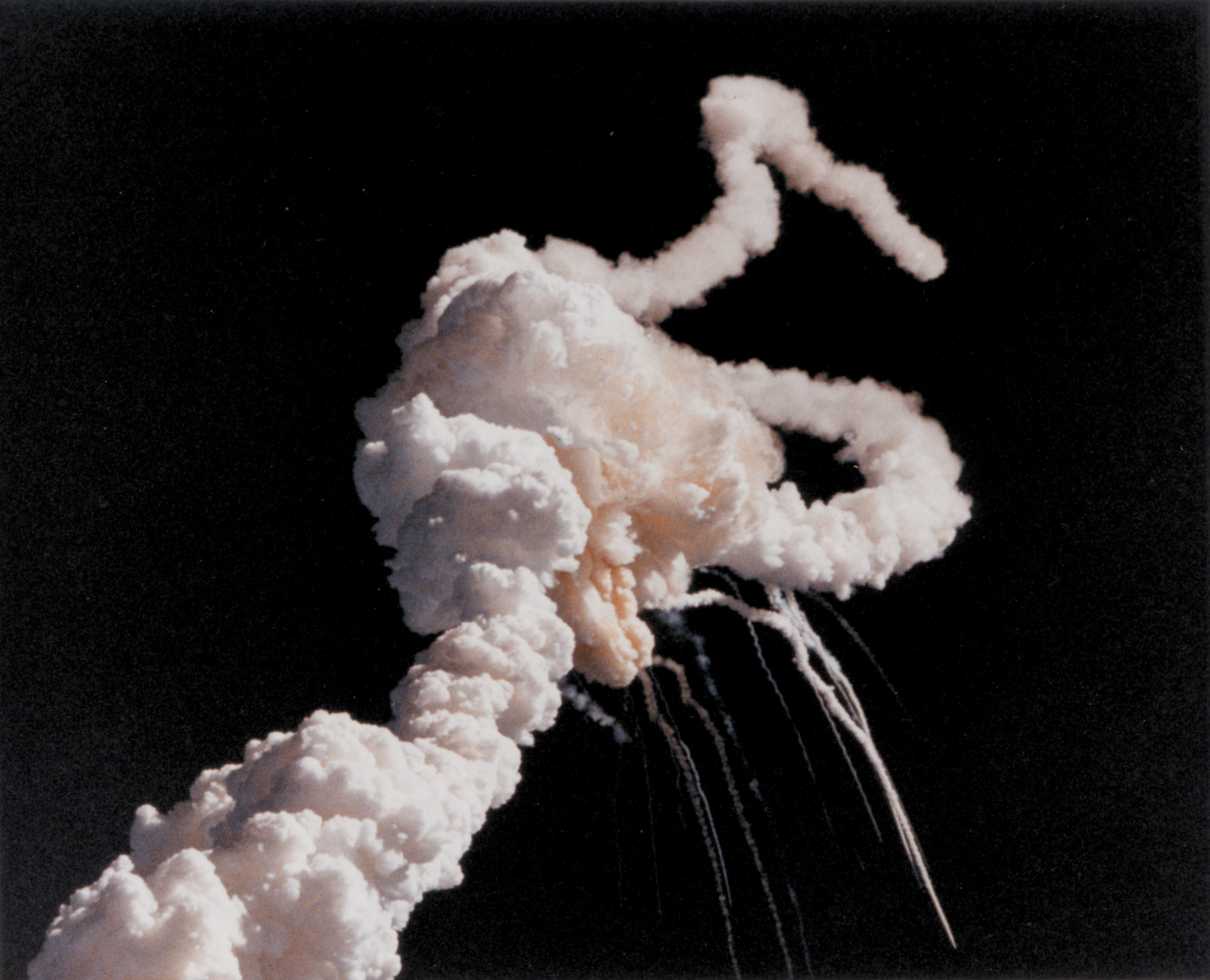
Kurz nach der Explosion der Challenger

- Cape Canaveral/Vereinigte Staaten: Das Space Shuttle Challenger bricht auf der Mission STS-51-L kurz nach dem Start vom Kennedy Space Center auseinander. Die sieben Raumfahrer haben keine Überlebenschance.[19]
- München/Deutschland: Ärztekammer und Sozialministerium genehmigen die Durchführung einer neuen Methode der künstlichen Befruchtung. Dabei verschmelzen die Geschlechtszellen von Mutter und Vater nicht im Reagenzglas, sondern weltweit erstmals im Eileiter.[20]

### Mittwoch, 29. Januar 1986
- Kampala/Uganda: Yoweri Kaguta Museveni erobert als Anführer der National Resistance Army die ugandische Hauptstadt und setzt Staatspräsident Tito Okello ab, der 1979 am Sturz Idi Amins beteiligt war. Museveni erklärt sich zum neuen Staatsoberhaupt Ugandas.[21]

### Donnerstag, 30. Januar 1986
- Jerusalem/Israel: Ab heute kann der israelische Staat alle Männer und Frauen ab deren 18. Geburtstag zu Verteidigungsdiensten in den Streitkräften verpflichten. Die Regel gilt für Männer bis zur Vollendung des 54. und für Frauen bis zur Vollendung des 38. Lebensjahrs.[22]